# Жанна де Пентьевр
Жанна де Пентьевр, Жанна Хромая (фр. Jeanne de Penthièvre, Jeanne la Boiteuse; 1319 — 10 сентября 1384) — герцогиня Бретани в 1341—1365 годах. Дама де Майен, д’Эглет, де Шатлодран, графиня Пентьевра и Гоэлё, виконтесса Лиможа. Дочь Ги Бретонского, графа Пентьевр и виконта Лиможа, и его жены Жанны, дамы д’Авогур, графини Гоэлё.

## Претендентка на герцогство Бретань
В 1341 году после смерти своего дяди Жана III Доброго Жанна де Пентьевр провозгласила себя герцогиней Бретани. Её поддержали многие могущественные сеньоры. Однако другой претендент — другой её дядя Жан де Монфор, муж Жанны Фландрской, предъявил свои права на наследство. Он предложил компромисс — раздел герцогства, по которому Жанне отходила северная часть. Однако она и её муж Карл де Блуа отвергли соглашение.
Началась многолетняя Война за бретонское наследство, в ходе которой Карл де Блуа в 1364 году был убит в битве при Оре.
По Первому Герандскому договору Жанна была вынуждена отказаться от своих претензий, пожизненно сохранив за собой титул бретонской герцогини.
В 1369 году Дюгеклен отвоевал у англичан виконтство Лимож и Жанна принесла за него вассальную присягу королю Карлу V.

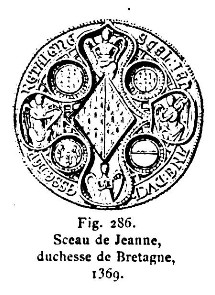
Печать Жанны де Пентьевр, 1369 г.

## Последние годы жизни
В 1379 году бретонский герцог Жан IV отправился в ссылку в Англию, и Карл V хотел аннексировать Бретань. Жанна де Пентьевр снова напомнила о своих правах и поддержала бретонцев, которые добились возвращения герцога.
После смерти Карла V 15 января 1381 года Жанна подписала Второй Герандский договор, согласно которому она получала крупную денежную ренту и за её наследниками закреплялись права на Бретань, если у герцога Жана IV не будет детей.

## Семья и дети
4 июня 1337 года Жанна де Пентьевр вышла замуж за графа Карла де Блуа-Шатильона, племянника французского короля Филиппа VI. Дети:
- Жан I де Шатильон (1345—1404), граф Пентьевра и виконт Лиможа
- Ги, отправлен в качестве заложника в Англию, где и умер
- Генрих, ум. в 1400
- Мария (1345—1404), графиня Гиз, с 1360 жена Людовика Анжуйского (1339—1384) — графа Мэна, Прованса и Форкалькье
- Маргарита, с 1351 была замужем за Карлом де ла Серда, графом Ангулемским (ум. 1354).